# Um carrinho na estrada nevada em Honfleur
Um carrinho na estrada nevada em Honfleur (em francês:  La Charrette, route sous la neige à Honfleur) é uma pintura de paisagem, óleo sobre tela, do impressionista francês Claude Monet. A pintura retrata um homem em uma carroça de madeira viajando por uma estrada coberta de neve em Honfleur.
Um carrinho na estrada nevada em Honfleur é uma das quase 140 paisagens de neve pintadas por Monet. Acredita-se que seja sua primeira paisagem de neve concluída e é semelhante a outras paisagens de neve feitas por ele, como The Road in Front of Saint-Simeon Farm in Winter, The Magpie, Snow at Argenteuil e The Red Cape .
Acredita-se que a pintura seja fortemente influenciada pelas paisagens de neve do artista japonês Utagawa Hiroshige (1797–1858), como Ochanomizu e Clear weather after snow at Kaneyama (1797–1858).  Aspectos como o único ponto de fuga e as cores variadas da neve também podem traçar suas influências até o Japão.

## Influências
- Ochanomizu, datado 11º mês, ano do boi, 1853
- Tempo limpo após neve em Kaneyama. Kaneyama-juku na década de 1830, conforme descrito por Hiroshige na edição Hōeidō de As cinquenta e três estações do Tōkaidō (1831–1834)